# 7305 Ossakajusto
A 7305 Ossakajusto (ideiglenes jelöléssel 1994 CX1) a Naprendszer kisbolygóövében található aszteroida. Endate Kin és Vatanabe Kazuró fedezte fel 1994. február 8-án.